# Mattersburg

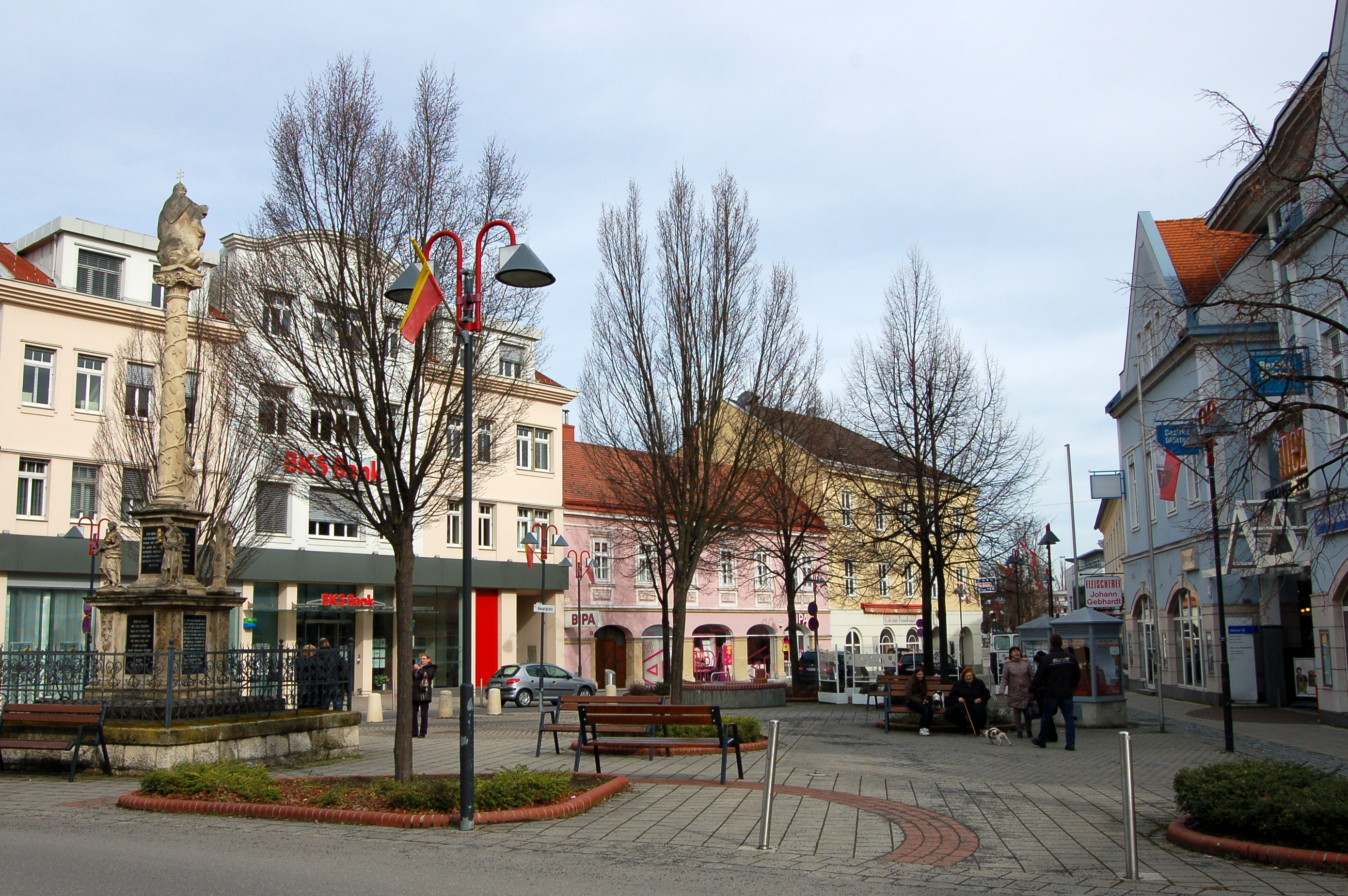
Der Mattersburger Hauptplatz

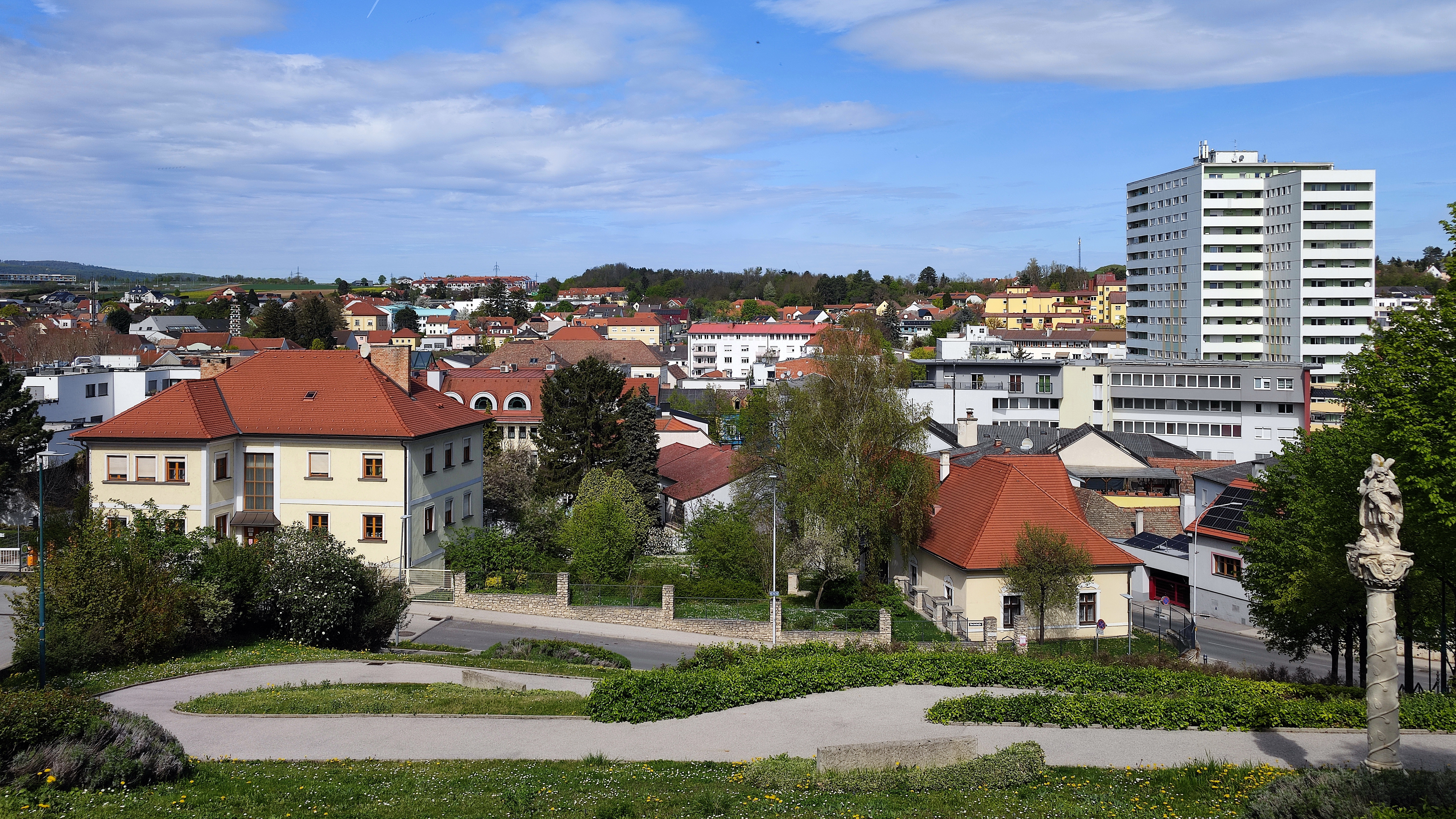
Stadtansicht von Mattersburg

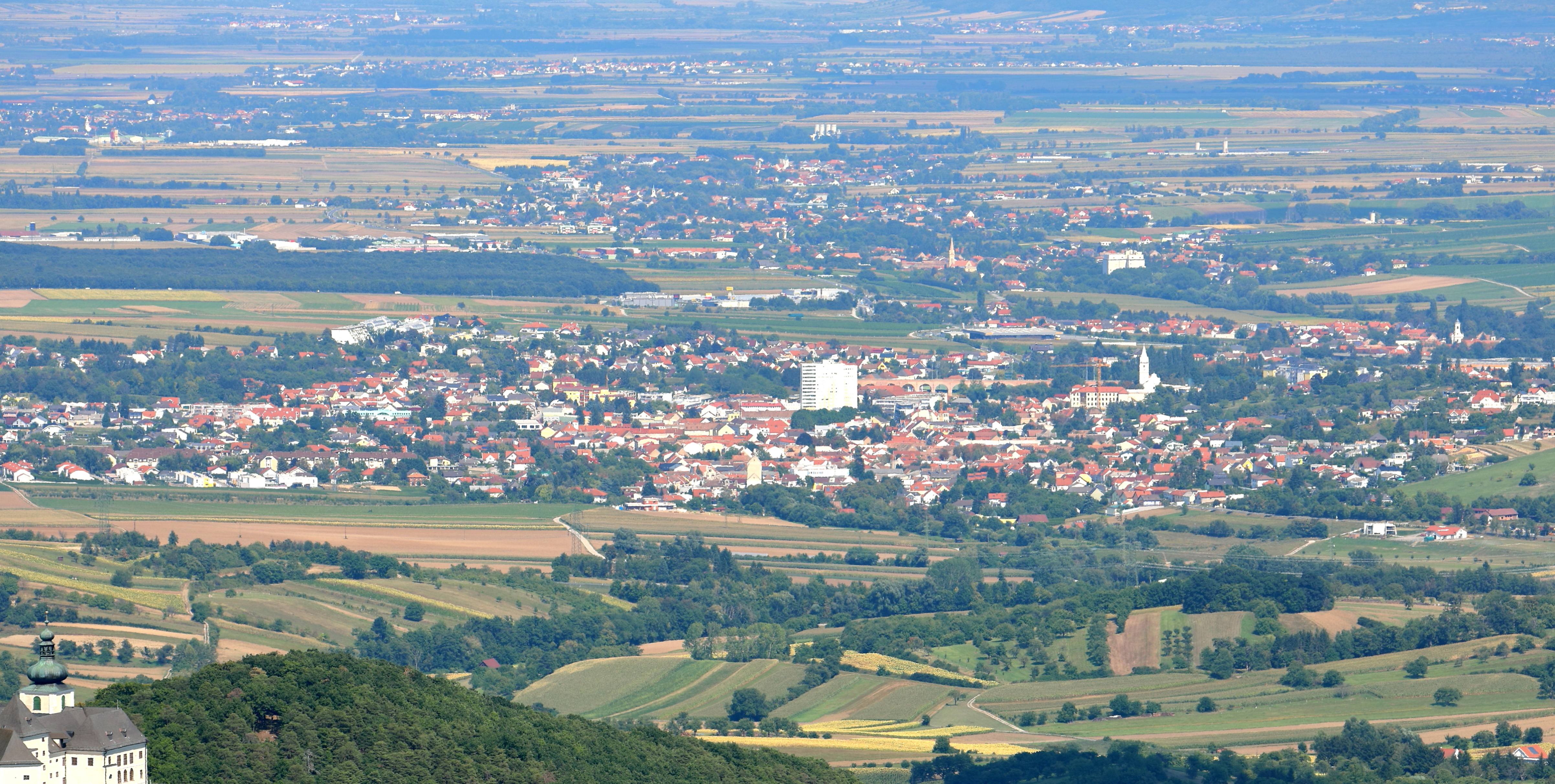
Südwestansicht von Mattersburg

Mattersburg (ungarisch Nagymarton, kroatisch Matrštof) ist eine Stadtgemeinde im Bezirk Mattersburg im österreichischen Bundesland Burgenland. Sie ist Bezirksvorort des gleichnamigen Bezirkes und dessen politisches, wirtschaftliches und kulturelles Zentrum. 

## Etymologie
Der Name Mattersburg leitete sich vom männlichen Namen Martin ab. Die erste urkundliche Erwähnung erfolgte 1202 unter dem Namen Villa Martini. 1223 wurde der Ort Villa Mortun genannt, 1289 Mertinsdorf, 1294 castrum Mortun. Im Jahr 1392 erfolgte die erste Nennung des Ortes mit dem Zusatz „Groß“, als possessio Magni Martini (deutsch Besitz Groß Martin). Die späteren Nennungen waren Noghmortun (1320), Major Martinus (1337), Mortun (1344), Martensdorph (1345), Merteinsdorf (1356), Martesdorf (1363), und ab 1711 schließlich als Mattersdorf.
Der Name ist möglicherweise ein Bezug zum Patron der Pfarrkirche Mattersburg, dem Hl. Martin von Tours, dessen Patrozinium bereits für das Jahr 1343 belegt ist. Da in den Urkunden von 1202 und 1223 allerdings nicht von „Sancti Martini“ die Rede ist, und dieser für den Bezug zu einem Heiligen übliche Zusatz fehlt, könnte es sich bei der Person des Martin auch um jemanden gehandelt haben, der mit der Gründung des Ortes in Verbindung stand. Josef Loibersbeck stellte in seinem Artikel Mattersdorf – Mattersburg in den Burgenländischen Heimatblättern 1967 die Vermutung an, es könnte sich dabei um einen Kolonistenführer gehandelt haben, der die ersten – vermutlich deutschen – Siedler in das Gebiet brachte, und nach dem man die Siedlung benannte.
Der ungarische Ortsname Nagymarton (deutsch Groß-Martin) bezieht sich ebenfalls auf den Namen Martin. Die erste urkundliche Erwähnung stellt die 1320 erfolgte Nennung als Noghmortun dar. Der Namenszusatz „Nagy“ diente zur Unterscheidung vom ca. 15 km nordöstlich gelegenen Eisenstadt, dessen ungarischer Name Kismarton (deutsch Klein-Martin) lautet. Die burgenländischkroatische Bezeichnung Matrštof (deutsch Martinsdorf) ist ebenfalls eine Ableitung des deutschen Ortsnamens.
Bei der 1924 erfolgten Umbenennung von Mattersdorf auf Mattersburg versuchte man Bezug auf das Geschlecht der Grafen von Mattersdorf-Forchtenstein und zwei ihrer Burgen zu nehmen: der bis heute bestehenden Burg Forchtenstein und einer im Mittelalter bestehenden Burg direkt in Mattersdorf, die im Bereich der heutigen Kirche lag.

## Geografie
Mattersburg liegt im südlichen Nordburgenland östlich von Wiener Neustadt im Wulkatal.

### Gemeindegliederung
Das Gemeindegebiet umfasst folgende zwei Ortschaften (in Klammern Einwohnerzahl Stand 1. Jänner 2024):
- Mattersburg (6704) samt Rohrbrücke
- Walbersdorf (823)

Die Gemeinde besteht aus den Katastralgemeinden Mattersburg und Walbersdorf.

### Eingemeindungen
Durch das Gemeindestrukturverbesserungsgesetz wurden Mattersburg und Walbersdorf mit Wirkung vom 1. Jänner 1971 zu einem Gemeinwesen vereinigt.

### Nachbargemeinden
| Pöttsching           | Sigleß                                      | Pöttelsdorf |
| Wiesen Forchtenstein | Kompassrose, die auf Nachbargemeinden zeigt | Marz        |
| Hochwolkersdorf (WB) | Schwarzenbach (WB)                          | Sieggraben  |

## Geschichte
Im Dezember 2024 wurden unter der Leitung von Dorothea Talaa im Zentrum von Mattersburg Spuren einer Siedlung der Linearbandkeramischen Kultur des 6. Jahrtausends vor Christus im Rahmen einer von der Stadtgemeinde finanzierten Ausgrabung nachgewiesen. Das bislang älteste Grab von Mattersburg, das Grab einer 25- bis 35-jährigen Frau aus der Mitte des 5. Jahrtausends vor Christus, wurde dort gefunden. Dort fand sich auch das bislang einzige Brandgräberfeld der Makó-Kultur aus der späten Jungsteinzeit bzw. dem Endneolithikum und Reste der Badener Kultur mit zahlreichen Funden.
Vor Christi Geburt war das Gebiet Teil des keltischen Königreiches Noricum und gehörte zur Umgebung der keltischen Höhensiedlung Burg auf dem Schwarzenbacher Burgberg.
Später unter den Römern lag das heutige Mattersburg dann in der Provinz Pannonia. Archäologische Ausgrabungen dokumentierten urgeschichtliche, römerzeitliche und frühmittelalterliche Funde.
Mattersburg wurde 1202 das erste Mal als Villa Martini urkundlich erwähnt. Eine ursprünglich hier stehende Burg, die Stammburg der Herren von Mattersdorf-Forchtenstein war, wurde bereits vor 1294 geschleift. An Stelle dieser wurde die Burg Forchtenstein gebaut.
Bereits 1354 erhielt Mattersdorf das Marktrecht.
Einen Aufschwung nahm der Markt, als die Eisenbahn von Wiener Neustadt nach Mattersdorf 1847 in Betrieb genommen wurde.
Seit 1898 musste aufgrund der Magyarisierungspolitik der Regierung in Budapest der ungarische Ortsname Nagymarton verwendet werden.

### 20. Jahrhundert
Nach Ende des Ersten Weltkrieges wurde am 22. Dezember 1918 in Mattersdorf durch den einheimischen Sozialdemokraten Hans Suchard die kurzlebige Republik Heinzenland ausgerufen. Danach gehörte der Ort wie das gesamte Burgenland zu Ungarn (Deutsch-Westungarn) und wurde nach zähen Verhandlungen in den Verträgen von St. Germain und Trianon 1919 Österreich zugesprochen. Der Ort gehört seit der Volksabstimmung 1921 im Burgenland zum neu gegründeten Bundesland Burgenland (siehe auch Geschichte des Burgenlandes). Bis zum 14. Juni 1924 hieß die Gemeinde offiziell „Mattersdorf“. Am 2. Juli 1926 erfolgte die Stadterhebung als Mattersburg.

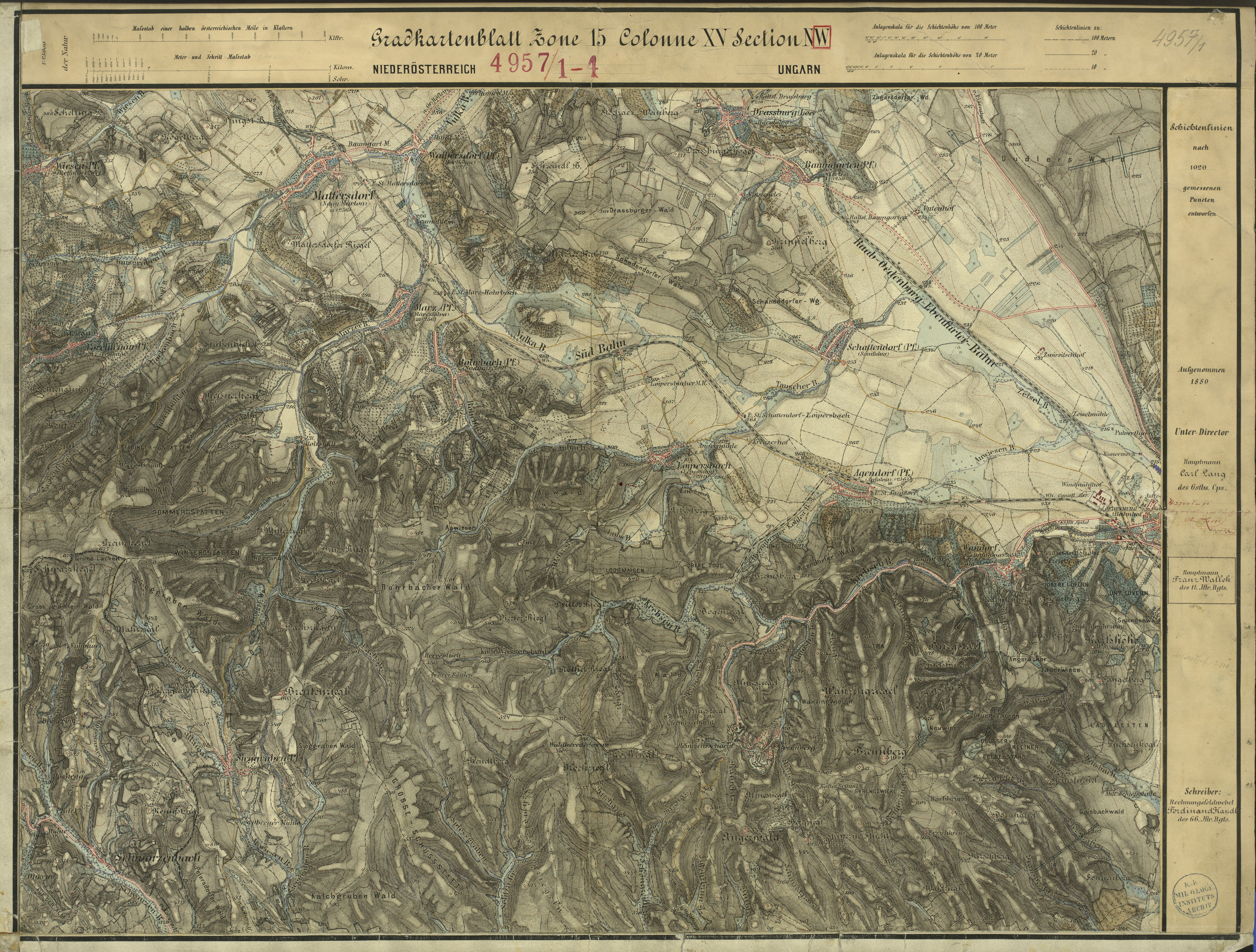
Noch als Mattersdorf/Nagy Márton (links oben), um 1880 (Aufnahmeblatt der Landesaufnahme)

Gleich nach dem Anschluss Österreichs an das Deutsche Reich im März 1938 wurde die jüdische Bevölkerung vertrieben und enteignet, so dass es bereits im Herbst 1938 keine Juden mehr in Mattersburg gab. Etwa 100 jüdische Einwohner dürften zum größten Teil in den Vernichtungslagern ermordet worden sein. Das Schtetl, die Schul, die Synagoge und die Jeschiwa wurden 1940 gesprengt. 77 Jahre danach, am 5. November 2017, kurz vor dem Jahrestag der November-Pogrome wurde am Brunnenplatz, dem ehemaligen Standort der Synagoge ein mahnendes Denkmal im Beisein hoher Prominenz eingeweiht. 3 Stele mit Aufschriften und der Grafik eines 7-armigen Leuchters, ein Türstock und ein Ablagebereich für „Steine der Erinnerung“, aus rostendem Eisen auf einer Betonplatte stehend wurden von Michael Feyer vom Verein „Wir erinnern“ gestaltet, der sich auch um die Finanzierung kümmerte.
Im Zuge der Kriegshandlungen des Zweiten Weltkrieges waren über 200 tote und vermisste Soldaten zu beklagen.
Die Rote Armee befreit am 30. März 1945 Mattersburg als eine der ersten Städte Österreichs.
Nach dem Krieg kamen viele rückwandernde so genannte Ostarbeiter in die Stadt. Dabei wurde der Typhus in die Stadt eingeschleppt.
In den ersten Nachkriegsjahren wurden Aufbauleistungen gesetzt, die sich sehen lassen können. Es entstanden neue Wohnsiedlungen, die Sportanlage wurde ausgebaut und die Jubiläumshauptschule errichtet, ebenso wurde das Projekt für die Erbauung des Schwimmbadgeländes in Angriff genommen. Die Burgenländische Deutsche Mittelschule, die bereits im Jahr 1924 ins Leben gerufen worden war, wurde 1948 von der Republik Österreich als Bundesrealgymnasium und Bundesgymnasium übernommen und wird seit 1964 als Bundesgymnasium und Bundesrealgymnasium Mattersburg geführt.
Das von Südmährern gegründete schwedische Unternehmen Felix Austria wurde 1959 als Tochterfirma der großen schwedischen Konservenfabrik Felix in Mattersburg gegründet – eines der wichtigsten wirtschaftlichen Vorhaben in der Nachkriegszeit.
Ein größerer Umbau des Gebäudes der Bezirkshauptmannschaft erfolgte 1962; das Kerngebäude war vermutlich bereits im Jahr 1912 als Amtssitz bezogen worden. 2004 wurde ein moderner Neubau errichtet.
Durch das Gemeindestrukturverbesserungsgesetz wurden Mattersburg und Walbersdorf mit Wirkung vom 1. Jänner 1971 zu einem Gemeinwesen vereinigt. Die Stadtverwaltung ist seit 1972 in einem neu erbauten Rathaus untergebracht. Bis dahin hatte das alte, 1855/57 errichtete Schulhaus, als erstes Rathaus gedient.
Mit der Errichtung des Kulturzentrums 1973–1976 (eines der wenigen erhaltenen Bauwerke im Baustil des Brutalismus) wurde ein Kommunikationszentrum für alle Bevölkerungsschichten geschaffen. Da sich die Jubiläumshauptschule als zu klein erwies, wurde sie im Jahr 1975 durch die Zentralhauptschule mit der Sporthalle abgelöst. Das Sonderpädagogische Zentrum, die Polytechnische Schule sowie die Handelsschule und Handelsakademie bezogen die freigewordenen Räumlichkeiten in der Jubiläumshauptschule.

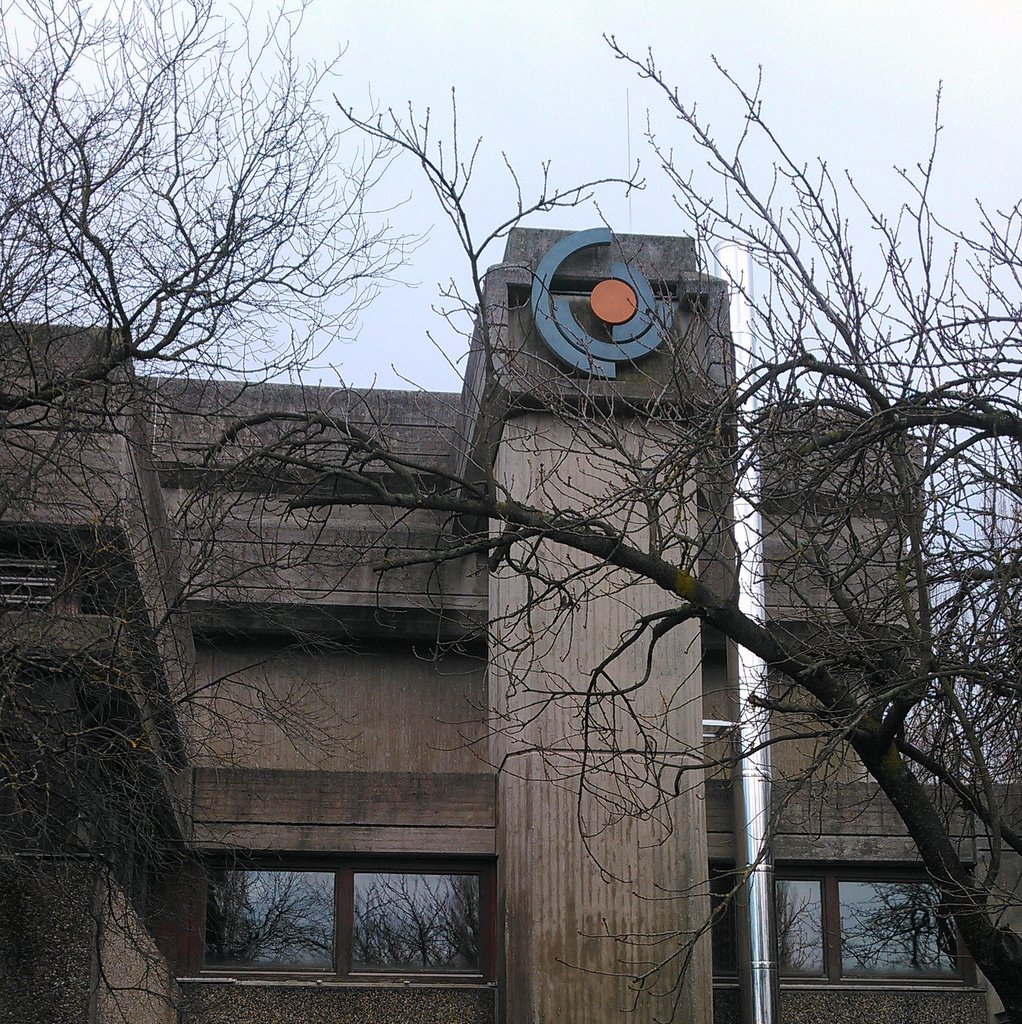
Kulturzentrum Mattersburg

1985 wurde der Zunftbaum auf dem Platz vor dem Florianihof aufgestellt. Er zeigt 16 Vertreter verschiedener Handwerke, die einst Zünften angehörten. 2004 bekam der Baum vor der alten Bezirkshauptmannschaft einen neuen Standplatz.
1996 wurde in Mattersburg die größte gemeindeeigene Bauschuttdeponie des Burgenlandes eröffnet – der Schutt wird aufbereitet und weitgehend wieder verwendet. Die Altstoffsammelstelle wurde mit dem „Goldenen Mistkäfer“ ausgezeichnet – eine Auszeichnung, welche die Stadtgemeinde für ihre Verdienste um die Abfallwirtschaft erhielt.
Ebenso wurden in den letzten Jahren viele Bauplätze in den Siedlungsgebieten geschaffen, Wohnungen und Familienhäuser fertiggestellt.
Die Infrastruktur wurde durch eine Neugestaltung des Stadtzentrums, die Sanierung der Parkanlagen sowie die Einrichtung des Einkaufszentrums MEZ verbessert. Der Neubau eines Städtischen Kindergartens mit einem Kinderspielplatz und einer eigenen Kinderkrippe soll Mattersburg als Wohnort für Jungfamilien interessant machen.

### 21. Jahrhundert
In den letzten Jahren wurden zahlreiche Investitionen getätigt: Bad und Eislaufplatz sowie die Volksschule- und Hauptschule wurden saniert. Außerdem wurden eine Freisportanlage, eine Mountainbike- und eine Nordic-Walking-Strecke errichtet. Der SVM Mattersburg errichtete ein neues Fußballstadion.
Im Jahre 2005 wurden ein „Funcourt“ und ein „Bewegungspark“ errichtet – damit wurde dem Gesundheits- und Wellness-Gedanken Rechnung getragen. 2006 wurde das Sozialzentrum „Villa Martini“ eröffnet. Im Jahre 2007 erfolgte die Eröffnung der ARENA 2000, ein modernes Einkaufszentrum am Stadtrand. 2008 wurde mit dem Bau der ersten burgenländischen Fußballakademie begonnen.

### Jüdische Geschichte

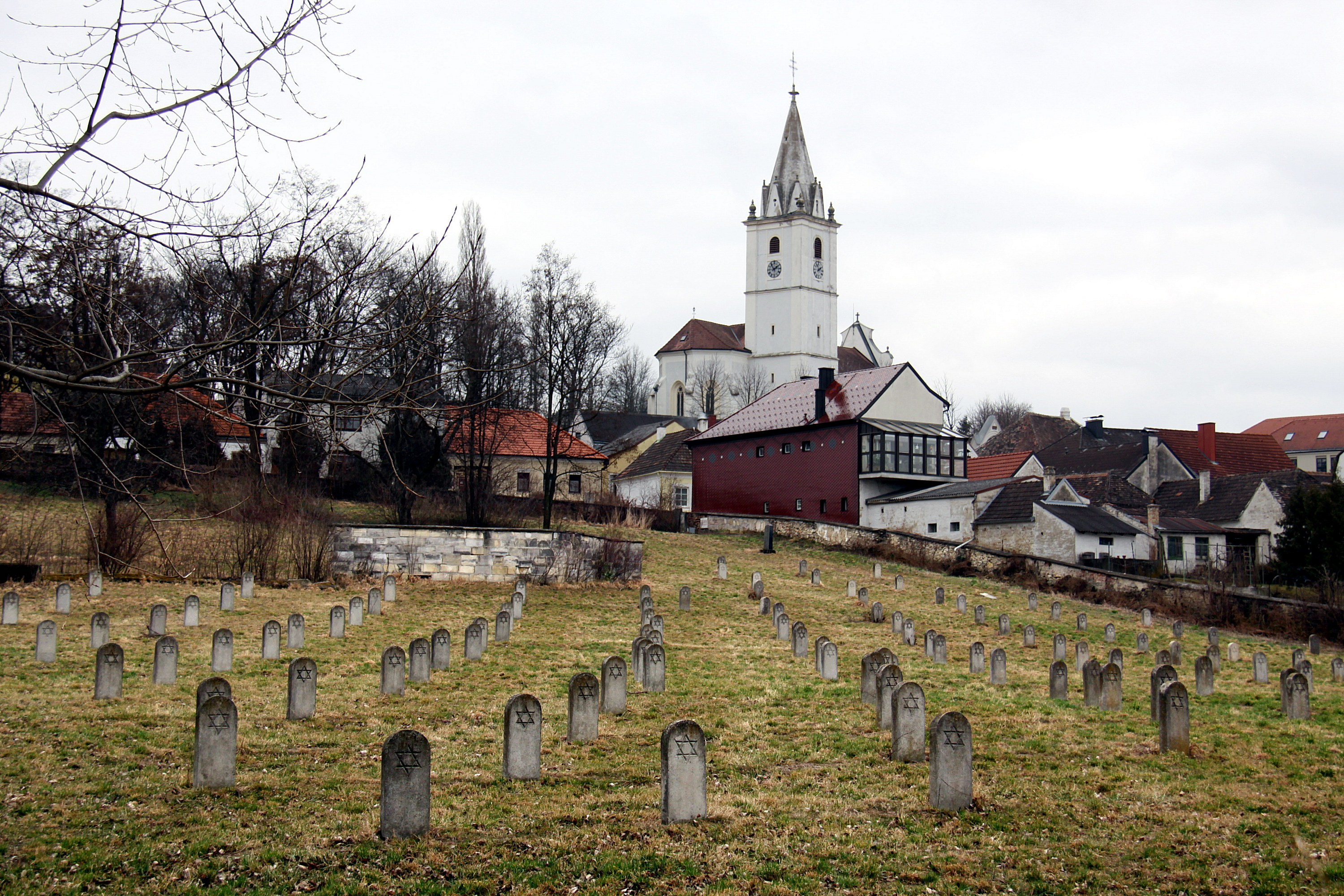
Der jüdische Friedhof in Mattersburg

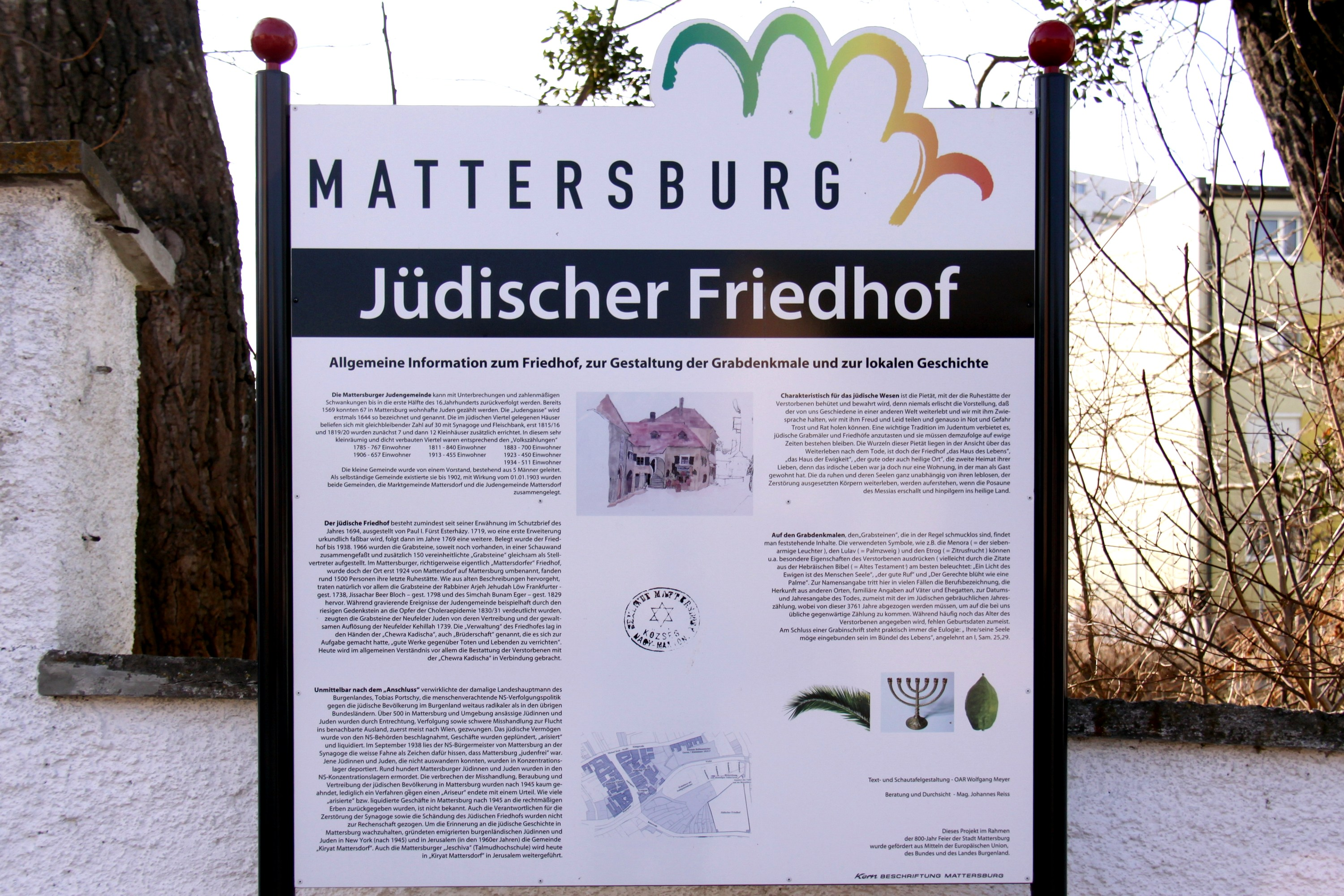
Geschichtliche Informationen zum Friedhof

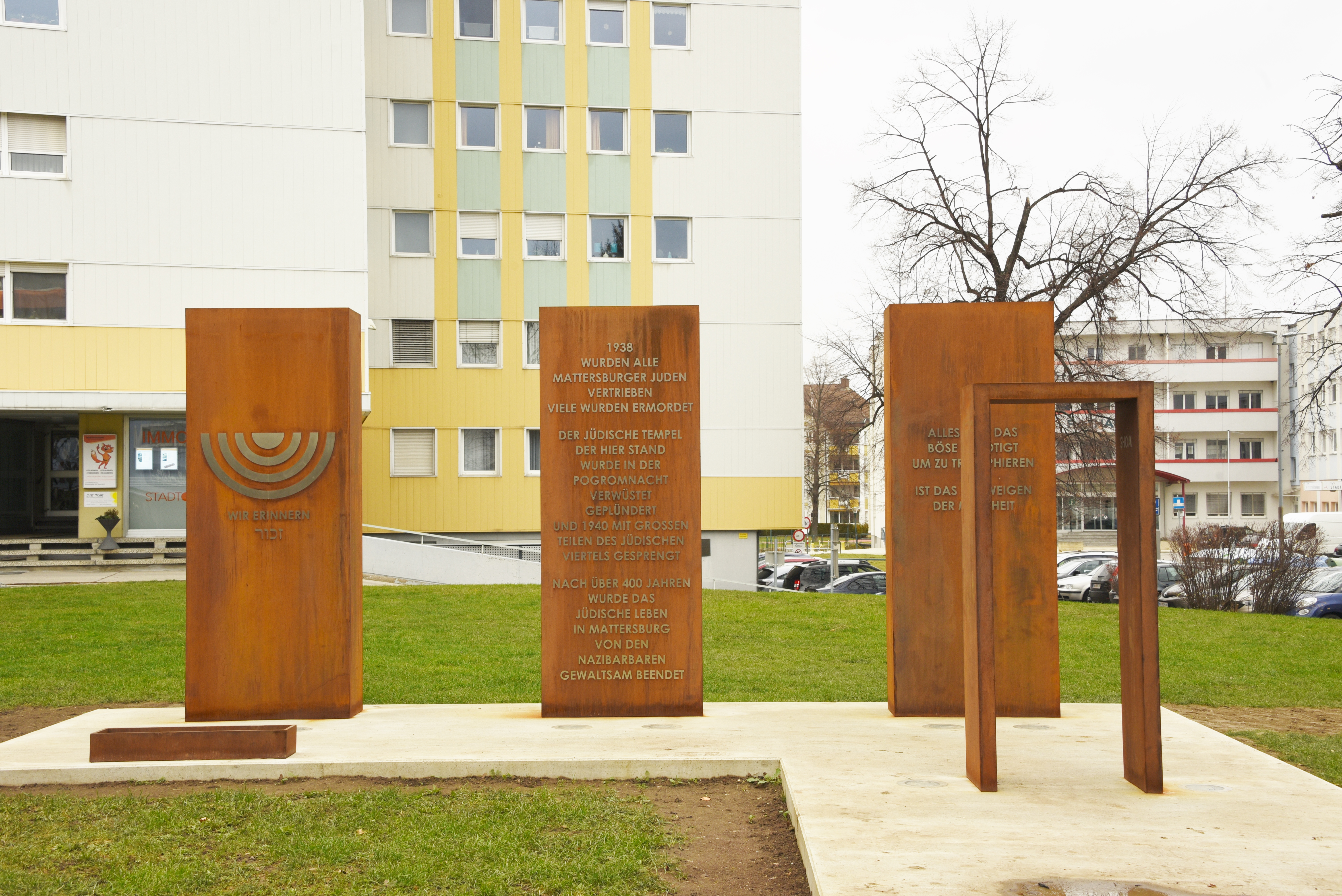
Gedenkstätte am Standort der früheren Synagoge

Interessant ist die Geschichte in Verbindung mit dem Judentum. So siedelten sich im 16. Jahrhundert die aus Ödenburg vertriebenen Juden hier an und die Stadt wuchs stark. Unmittelbar nach der Vertreibung der Wiener Juden 1670 auf Befehl von Leopold I. mussten die Juden im Jahr 1671 auch Mattersdorf, wie die Stadt damals hieß, verlassen. Auf Einladung von Paul I. Fürst Esterházy kehrten sie jedoch 1678 wieder zurück, wobei sie aber ihre Besitzungen wieder kaufen mussten. Seither gehörte Mattersdorf zu den jüdischen Siebengemeinden im Burgenland. Die eigenständige Judengemeinde wurde erst im März 1902 mit der Marktgemeinde zusammengelegt.
Nach dem Anschluss Österreichs 1938 an das Deutsche Reich wurden die Juden vertrieben und enteignet. Viele Grabsteine des jüdischen Friedhofs wurden zum Straßenbau verwendet. Bereits am 30. September 1938 ließ der Bürgermeister auf dem Synagogengebäude eine weiße Fahne aufziehen, als Zeichen dafür, dass alle jüdischen Bewohner vertrieben waren. Das Synagogengebäude wurde geplündert und 1940 gesprengt. Viele schafften die Emigration nach Brooklyn, New York. Darunter auch der Arzt und spätere Mitarbeiter des New Yorkers, Richard Berczeller, sowie der Oberrabbiner Samuel Ehrenfeld. Nach der Gründung Israels gründete Ehrenfeld im Norden Jerusalems den Stadtteil Kirjat Mattersdorf, in Erinnerung an die burgenländische Herkunft. Die vor 1938 überregional angesehene Jeschiwa, die Thora-Schule von Mattersdorf, wird dort bis heute fortgesetzt, da Ehrenfelds Sohn und danach auch dessen Sohn ihrem Vater als Rabbiner und Träger der „Mattersdorfer Gelehrsamkeit“ nachfolgten. Etwa 100 jüdische Bürger wurden in den Vernichtungslagern ermordet.
2017 wurde in der Judengasse die Gedenkstätte zur Erinnerung an die ehemalige jüdische Gemeinde Mattersburg errichtet. Am 5. November 2017 wurde das Denkmal an der Stelle der zerstörten Synagoge von Bundespräsident Alexander Van der Bellen eröffnet (siehe oben).

### Bevölkerungsentwicklung
Die unter ungarischer Verwaltung durchgeführten Volkszählungen weisen für Mattersburg (ohne Walbersdorf) für 1910 358 Personen (9,5 %) und für 1920 275 Personen (7,4 %) aus, die sich zum magyarischen Volkstum bekannten. Nach Angliederung des Burgenlandes an Österreich sank diese Zahl auf 120 Personen (3,2 %). Der Anteil der Burgenlandungarn an der Gesamtbevölkerung lag 2001 bei rund 1 %, jener der Burgenlandkroaten bei 1,6 % (gemessen an der Wohnbevölkerung mit österreichischer Staatsbürgerschaft).
Die Zahl der jüdischen Bevölkerung nahm in Mattersburg seit Ende des 19. Jahrhunderts ständig ab: Wurden 1883 noch 700 Jüdinnen und Juden gezählt, waren es im Jahr 1934 nur noch 511. Kurz nach der Machtübernahme der Nationalsozialisten in Österreich wurden die jüdischen Familien aus Mattersburg vertrieben. Von den über 500 hier im Jahr 1938 lebenden Jüdinnen und Juden überlebten etwa 400 die Shoah.

## Kultur und Sehenswürdigkeiten
- Bahnviadukt: Auffallend im Stadtbild ist das mächtige Bahnviadukt, welches auch ein Wahrzeichen der Stadt ist. Das Viadukt ist 20 m hoch und überspannt das Wulkatal auf ca. 150 m Länge; Es wurde von August 1846 bis März 1847 erbaut[16]
- Pfarrkirche Mattersburg hl. Martin: Wehrkirche (14. Jh.).
- Jüdischer Friedhof Mattersburg
- Sender Mattersburg:  89 Meter hoher Sendeturm des ORF für UKW und TV
- Literaturhaus Mattersburg: dort finden Kultur- und Literaturveranstaltungen statt
- Alberthütte am Greimkogel
- Kulturzentrum Mattersburg (Abriss und Neuerrichtung ab Juli 2019,[17] einige Außenteile des 1970er-Baus stehen aber unter Schutz und bleiben erhalten)

### Sport

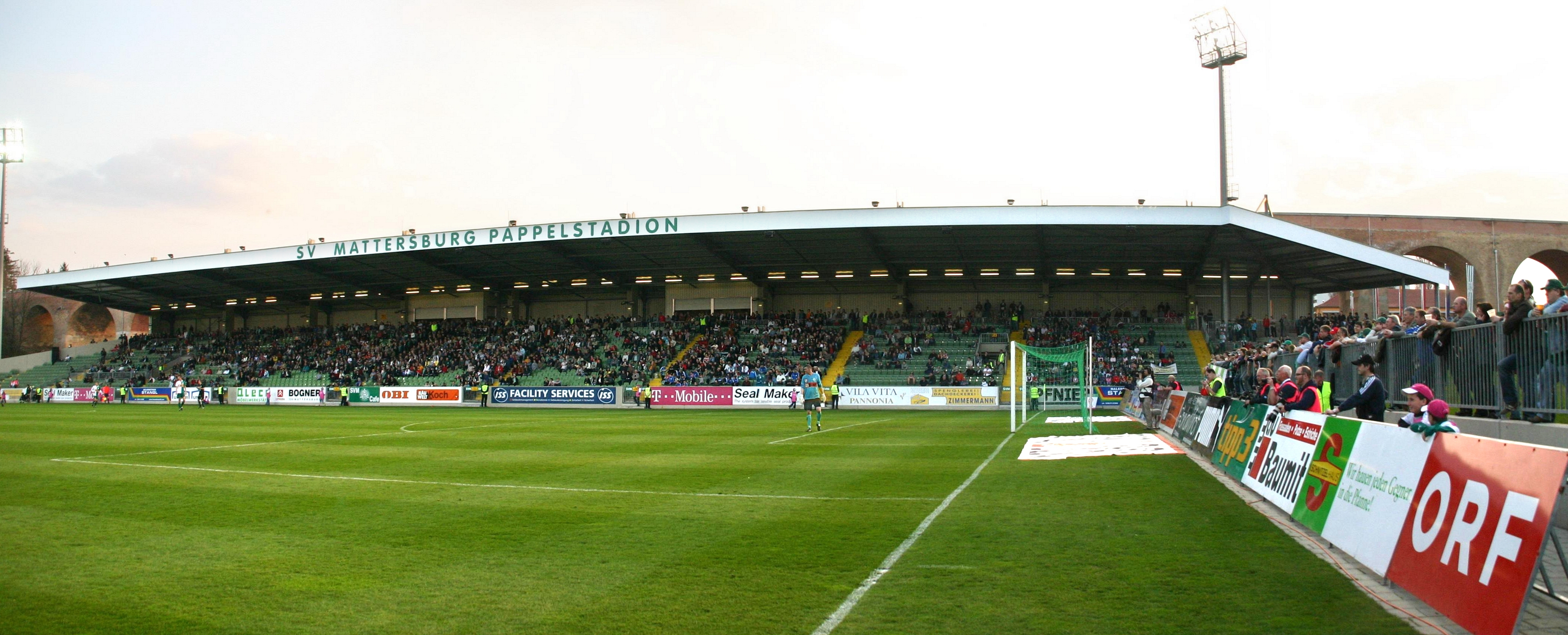
Pappelstadion des SV Mattersburg

- Fußball: Besondere Bekanntheit erlangte die Stadt in den letzten Jahren in erster Linie durch den Fußballverein SV Mattersburg, der von 2003 bis 2013 sowie von 2015 bis zur Insolvenz 2020 in der Bundesliga spielte.

Im Jahr 2009 wurde eine Fußball-Akademie um rund 10 Millionen Euro mit mehreren Rasenplätzen und einem Internat errichtet, um den Nachwuchsfußball im Burgenland zu fördern.
- Basketball: Der BK Mattersburg Rocks spielt seit der Saison 2007/08 in der 2. Bundesliga Division Süd.
- Hockey: Der ASKÖ-Hockeysportverein spielt seit der 2006 in den Ligen des Österreichischen Hockeyverbands.

Durch Mattersburg führen mit dem Nordalpenweg und dem Zentralalpenweg zwei österreichische Weitwanderwege.

## Wirtschaft und Infrastruktur
Mattersburg ist das Wirtschaftszentrum der Region mit mehr als 300 Betrieben und über 3.400 Arbeitsplätzen. Einer der größten Betriebe ist der Lebensmittelhersteller Felix Austria. Daneben gibt es noch viele andere Betriebe im Gewerbe und Dienstleistungsbereich. Mattersburg verfügt über drei Einkaufszentren.
Die Commerzialbank Mattersburg im Burgenland AG, ein regionales Bankinstitut, hat ihren Sitz in Mattersburg. Die Bank wurde im Juli 2020 überregional bekannt, nachdem die Finanzmarktaufsichtsbehörde FMA umfangreiche Bilanzfälschungen aufgedeckt hat und die Bank daraufhin zwangsgeschlossen wurde.

### Verkehr
- Straße: Mattersburg ist über die Straße von Eisenstadt und Oberpullendorf über die Burgenland Schnellstraße S 31 und von Wiener Neustadt über die Mattersburger Schnellstraße S 4 erreichbar.
- Bahn: Mattersburg ist durch die Mattersburger Bahn über den Schienenweg mit Wiener Neustadt und Sopron verbunden.

## Politik

### Gemeinderat
Der Gemeinderat umfasst aufgrund der Einwohnerzahl insgesamt 25 Sitze.
| Partei          | 2022             | 2022             | 2022             | 2017             | 2017             | 2017             | 2012             | 2012             | 2012             | 2007             | 2007             | 2007             | 2002             | 2002             | 2002             | 1997             | 1997             | 1997             |
| Partei          | Sti.             | %                | M.               | Sti.             | %                | M.               | Sti.             | %                | M.               | Sti.             | %                | M.               | Sti.             | %                | M.               | Sti.             | %                | M.               |
| --------------- | ---------------- | ---------------- | ---------------- | ---------------- | ---------------- | ---------------- | ---------------- | ---------------- | ---------------- | ---------------- | ---------------- | ---------------- | ---------------- | ---------------- | ---------------- | ---------------- | ---------------- | ---------------- |
| SPÖ             | 2049             | 55,65            | 15               | 1993             | 51,31            | 14               | 1942             | 54,14            | 14               | 1.885            | 55,18            | 15               | 1836             | 53,94            | 14               | 1361             | 44,61            | 11               |
| ÖVP             | 874              | 23,74            | 6                | 1244             | 32,03            | 8                | 993              | 27,68            | 7                | 1115             | 32,64            | 8                | 1228             | 36,08            | 9                | 1419             | 46,51            | 12               |
| TVM A2          | 447              | 12,14            | 3                | nicht kandidiert | nicht kandidiert | nicht kandidiert | nicht kandidiert | nicht kandidiert | nicht kandidiert | nicht kandidiert | nicht kandidiert | nicht kandidiert | nicht kandidiert | nicht kandidiert | nicht kandidiert | nicht kandidiert | nicht kandidiert | nicht kandidiert |
| Grüne           | 135              | 3,67             | 1                | 165              | 4,25             | 1                | 268              | 7,47             | 2                | 191              | 5,59             | 1                | 169              | 4,96             | 1                | nicht kandidiert | nicht kandidiert | nicht kandidiert |
| NEOS            | 111              | 3,01             | 0                | nicht kandidiert | nicht kandidiert | nicht kandidiert | nicht kandidiert | nicht kandidiert | nicht kandidiert | nicht kandidiert | nicht kandidiert | nicht kandidiert | nicht kandidiert | nicht kandidiert | nicht kandidiert | nicht kandidiert | nicht kandidiert | nicht kandidiert |
| MFG             | 66               | 1,79             | 0                | nicht kandidiert | nicht kandidiert | nicht kandidiert | nicht kandidiert | nicht kandidiert | nicht kandidiert | nicht kandidiert | nicht kandidiert | nicht kandidiert | nicht kandidiert | nicht kandidiert | nicht kandidiert | nicht kandidiert | nicht kandidiert | nicht kandidiert |
| FPÖ             | nicht kandidiert | nicht kandidiert | nicht kandidiert | 280              | 7,21             | 1                | 384              | 10,71            | 2                | 188              | 5,50             | 1                | 171              | 5,02             | 1                | 271              | 8,88             | 2                |
| LBL             | nicht kandidiert | nicht kandidiert | nicht kandidiert | nicht kandidiert | nicht kandidiert | nicht kandidiert | nicht kandidiert | nicht kandidiert | nicht kandidiert | 37               | 1,08             | 0                | nicht kandidiert | nicht kandidiert | nicht kandidiert | nicht kandidiert | nicht kandidiert | nicht kandidiert |
| LZM A1          | nicht kandidiert | nicht kandidiert | nicht kandidiert | 202              | 5,20             | 1                | nicht kandidiert | nicht kandidiert | nicht kandidiert | nicht kandidiert | nicht kandidiert | nicht kandidiert | nicht kandidiert | nicht kandidiert | nicht kandidiert | nicht kandidiert | nicht kandidiert | nicht kandidiert |
| Wahlberechtigte | 6135             | 6135             | 6135             | 5747             | 5747             | 5747             | 5634             | 5634             | 5634             | 5228             | 5228             | 5228             | 4855             | 4855             | 4855             | 4606             | 4606             | 4606             |
| Wahlbeteiligung | 66,62 %          | 66,62 %          | 66,62 %          | 74,18 %          | 74,18 %          | 74,18 %          | 71,71 %          | 71,71 %          | 71,71 %          | 73,91 %          | 73,91 %          | 73,91 %          | 79,22 %          | 79,22 %          | 79,22 %          | 79,90 %          | 79,90 %          | 79,90 %          |

### Bürgermeister
Bürgermeisterin der Stadt ist seit Dezember 2021 Claudia Schlager (SPÖ). Bei der Wahl 2022 erreichte sie 61,03 Prozent der Stimmen im ersten Wahlgang.
- 1931–1938: Michael Koch (CS)
- 1986–1991: Eduard Sieber (SPÖ)[26]
- 1999–2021: Ingrid Salamon (SPÖ)
- seit 2021: Claudia Schlager (SPÖ)[24]

### Stadtrat
Dem Stadtrat gehören neben der Bürgermeisterin Claudia Schlager (SPÖ) der Vizebürgermeister Thomas Nikles (SPÖ), Melanie Eckhardt (ÖVP), Rafaela Strauß (SPÖ), Andreas Feiler (ÖVP), Sophia Wilfing (SPÖ) und Manfred Schandl (SPÖ) an. 2024 wurde Otmar Illedits (SPÖ) von Thomas Nikles (SPÖ) als Vizebürgermeister abgelöst.

### Wappen
|  | Das Wappen wurde der Stadt am 4. Juli 1973 von der burgenländischen Landesregierung verliehen. Wappenbeschreibung: In rotem Schild ein goldener Feuerhaken mit silbernem Griff. Über dem Schild eine goldene, mit neun silbernen Perlen versehene Krone. Die Wappenfigur wird auch als Rebmesser gedeutet, welches darauf hinweist, dass der Ort im 17. Jahrhundert die größte Weinbaugemeinde des Herrschaftsgebietes war, eine Reihe von Privilegien bezüglich des Weinhandels besaß und schon aus dem 14. Jahrhundert das Recht des Weinausschankes hatte. |

## Persönlichkeiten

### Ehrenbürger
- 1993: Eduard Sieber († 2020), Bürgermeister von Mattersburg 1986–1991

### Söhne und Töchter der Gemeinde
- Theodor Alconiere (1798–1865), Maler
- Johann Nepomuk Berger von der Pleisse (1768–1864), Feldzeugmeister
- Pál Kitaibel (1757–1817), ungarischer Botaniker, Arzt und Chemiker
- Michael Koch (1877–1941), Maurermeister und Politiker
- Heinrich Pollak (1834–1908), Journalist und Schriftsteller
- Josef Rauhofer (1875–1939), Politiker (CS)
- Franz Reisner (1890–1962), Kaufmann und Politiker
- Thomas Salamon (* 1989), Fußballspieler
- Franz Sauerzopf (1932–2024), Politiker (ÖVP)
- Hans Suchard (1893–1968), Politiker und Gewerkschaftssekretär

### Personen mit Bezug zur Gemeinde
- Hertha Kräftner (1928–1951), Schriftstellerin, in Mattersburg aufgewachsen
- Richard Berczeller (1902–1994), Arzt, Autor und Filmschauspieler, 1930–1938 Gemeindearzt von Mattersburg
- David-Zwi Pinkas (1895–1952), israelischer Politiker und Verkehrsminister, Mitunterzeichner der Gründungsproklamation des Staates Israel, stammt väterlicherseits aus Mattersburg.[31]
- Claudia Schlager (* 1973), Politikerin (SPÖ), Landtagsabgeordnete, Stadträtin und Schuldirektorin